# Château de Saint-Denis-sur-Loire
 (juin 2012).
Si vous disposez d'ouvrages ou d'articles de référence ou si vous connaissez des sites web de qualité traitant du thème abordé ici, merci de compléter l'article en donnant les références utiles à sa vérifiabilité et en les liant à la section « Notes et références ».
Le château de Saint-Denis-sur-Loire est un château de la Loire français situé en Val de Loire, sur la commune de Saint-Denis-sur-Loire, dans le département de Loir-et-Cher, région Centre-Val de Loire. Inscrit et classé (pour l'ancienne église) aux Monuments historiques, ce château fut agrandi au XIIIe siècle dans un style médiéval et évolua avec la Renaissance et le XVIIIe siècle vers un style plus classique. 
Le château est situé dans la somptueuse vallée de la Loire inscrite au Patrimoine mondial de l'UNESCO depuis le 30 novembre 2000 au titre des paysages culturels. 
Les jardins Médicis du château, en cours de réhabilitation, et l'exposition sur les anciens thermes de Saint-Denis-sur-Loire sont ouverts au public en saison.

## Histoire
- Si vous ne connaissez pas le sujet, laissez ce bandeau (vous pouvez alors contacter les auteurs).
- Si vous supprimez le contenu mis en cause (vous pouvez préalablement contacter les auteurs),

argumentez précisément cette suppression dans la page de discussion
(un manque de référence n'est pas un argument ; une recherche réelle de référence doit avoir été effectuée, être formellement documentée).

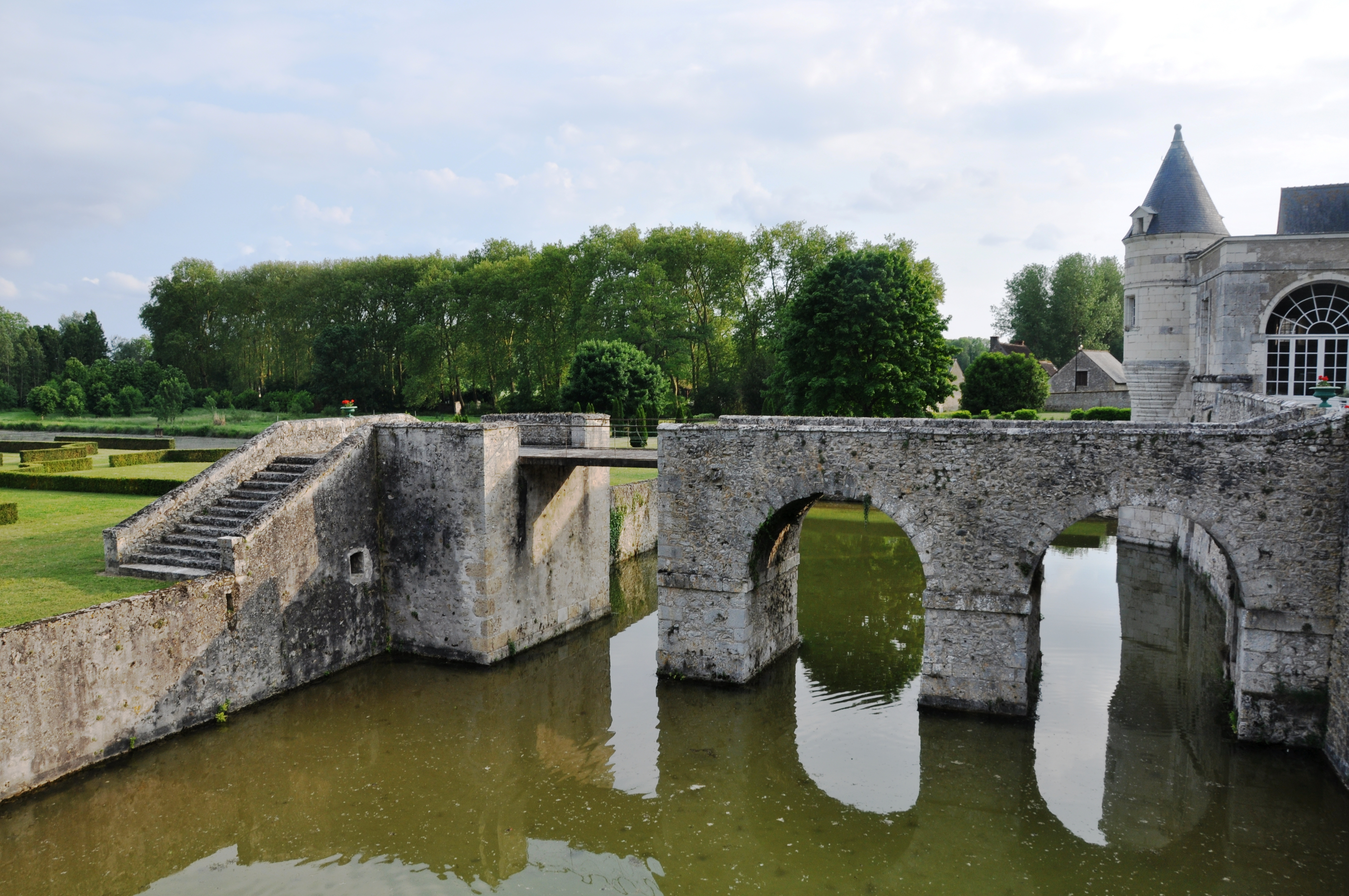
Les douves avec le pont conduisant aux jardins à la française

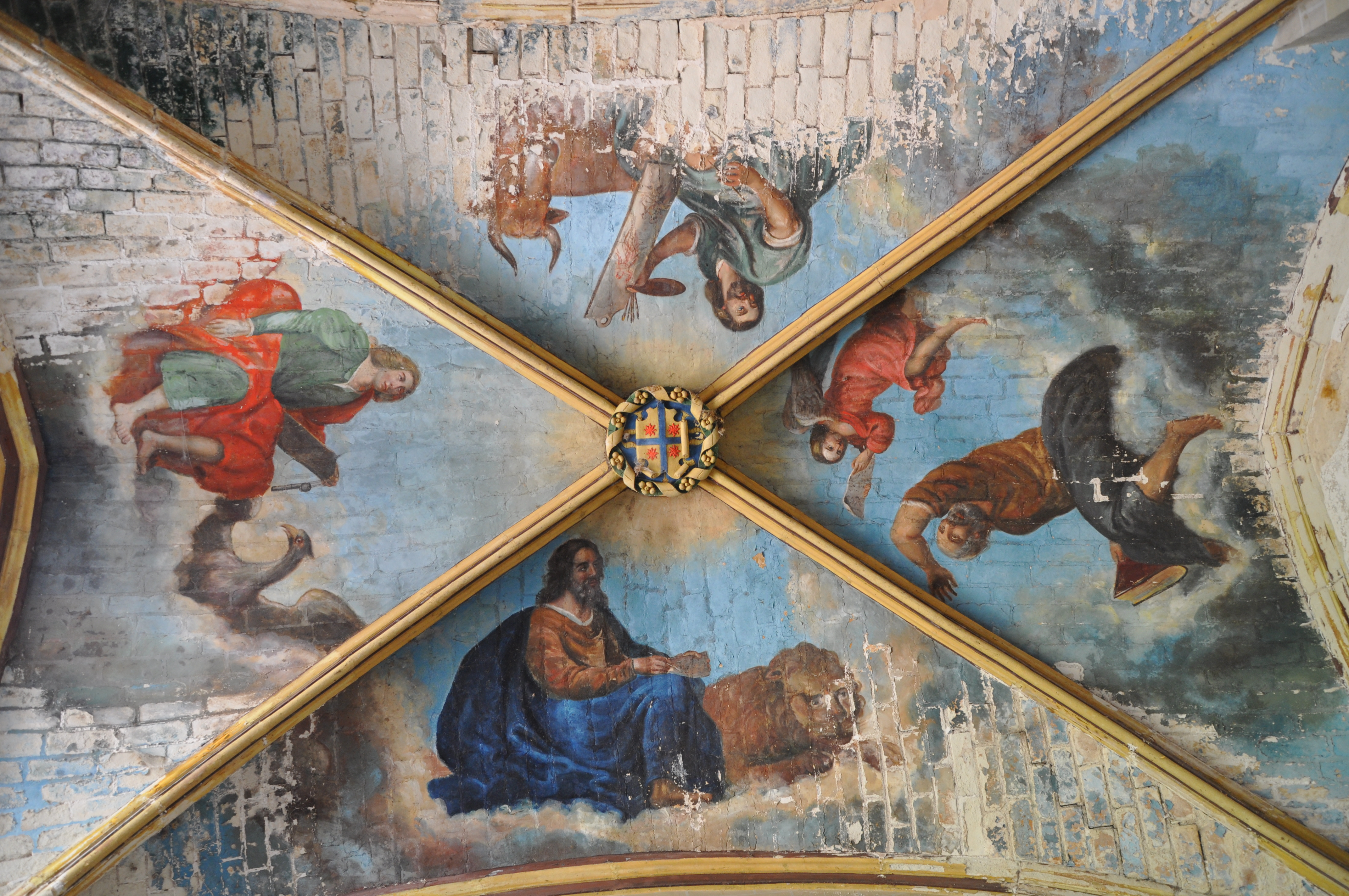
Voûte de l'ancienne église

La construction du château de Saint-Denis-sur-Loire remonte au Haut Moyen Âge. Cette demeure médiévale achetée par Philippe Hurault en 1341 sous le roi de France Philippe VI de Valois, appartient toujours aux descendants de l’illustre famille Hurault, la famille Ayguesparsse. Très implantée dans la région la famille Hurault a aussi édifié le Château de Cheverny.
A la Renaissance, Denys II Hurault (mort vers 1538) seigneur de Saint Denis, Trésorier de la reine, capitaine de la ville et du château de Blois, reçoit souvent les visites royales de la Cour de Blois. Notamment Catherine de Médicis et Marie de Médicis Reines de France qui se plaisaient à fréquenter les lieux, pour la réputation curative de ses sources minérales.
En 1578 Philippe Hurault de Cheverny frère de Marie Hurault de Saint Denis fut garde des sceaux de France puis chancelier de France sous le règne du Roi Henri III de France, il sera nommé une seconde fois sous le règne du Roi Henri IV de France en 1590.
En 1643 Florimond Hurault chevalier, seigneur de Saint Denis, conseiller du Roi Louis XIV de France, est nommé Grand Maître Enquêteur et Général Réformateur des Eaux et Forêts de France,.
Jacques III Hurault x - 1695 seigneur de Saint-Denis est capitaine du régiment des Vaisseaux du Roi Louis XIV de France, puis de Dragons.
Le marquis Anne Marc Raoul Hurault de Saint-Denis 1725 - 1793, a servi sous le règne du Roi Louis XVI de France comme Capitaine de dragons au régiment de Caraman.
En 1851, Élisabeth de Beaucorps-Créquy (née Hurault de Saint-Denis) réhabilite les eaux et obtient les droits afin d'ouvrir au public la station hydrominérale. L'église est déplacée à la suite d'un projet d'urbanisme important au XIXe siècle.

## Les anciens thermes de Saint-Denis-sur-Loire - Voginant

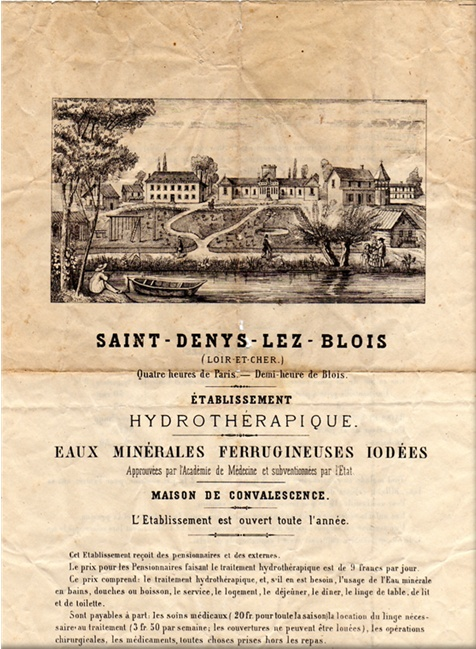
Ancienne publicité des thermes de Saint-Denis-sur-Loire

Le village a toujours été connu pour ses eaux thermales. En l’an 865, il était nommé « Voginant », ce qui signifie « fontaine sacrée » en langage celtique. Plus tard, il fut appelé Saint Denys les Fontaines puis Saint-Denys-lès-Blois. 
Les sources deviennent très prisées dès le début de la Renaissance : la famille Hurault (propriétaire du château de Saint-Denis-sur-Loire) invite les hôtes du château de Blois comme le roi, sa cour et les Médicis à venir y prendre les eaux. Les bassins de captage sont restaurés, sur les vestiges d’un bassin gaulois, par Catherine de Médicis puis Marie de Médicis qui apprécient leurs vertus. 
Sigillées et iodées, les eaux sont efficaces contre les vices de l’estomac, les embarras du foie et les affections cutanées ; elles permettent d’éliminer les déchets organiques. Toniques et ferrugineuses, elles s’emploient dans tous les cas d’anémie et de convalescence. Outre les propriétés vertueuses des eaux utilisées en balnéothérapie, le climat doux local est en harmonie pour permettre un relâchement de la tension émotionnelle … 
Il faut attendre le XIXe siècle pour que les eaux soient exploitées de nouveau. En 1850, un plan de réhabilitation est établi et les eaux sont reconnues d’intérêt public. La station thermale se développe à Saint-Denis-sur-Loire, le succès de son exploitation dépasse l’attente de ses investisseurs. La distribution de l’eau en bouteille se fait jusqu’à Paris. En 1853, lors de la première saison, le service des transports omnibus est doublé après une semaine d’ouverture.
L’urbanisation du village prend un autre visage: l’église est déplacée et reconstruite sur le plateau. Des bâtiments sont construits pour recevoir des curistes et les héberger. L’établissement est très fréquenté de 1853 à 1865, la ville d’eau prend naissance, le Maire de Blois Eugène Riffault est président de la société des eaux thermales mais Le choléra viendra ravager tout espoir de croissance à partir des années 1868.
En 1928 un projet grandiose envisage la renaissance de la station mais sera abandonné car trop ambitieux 
.

## Blason

Blason de la famille Hurault

Armes : « D’or à la croix d’azur cantonnée de quatre soleils non figurés de gueules. »

## Photos

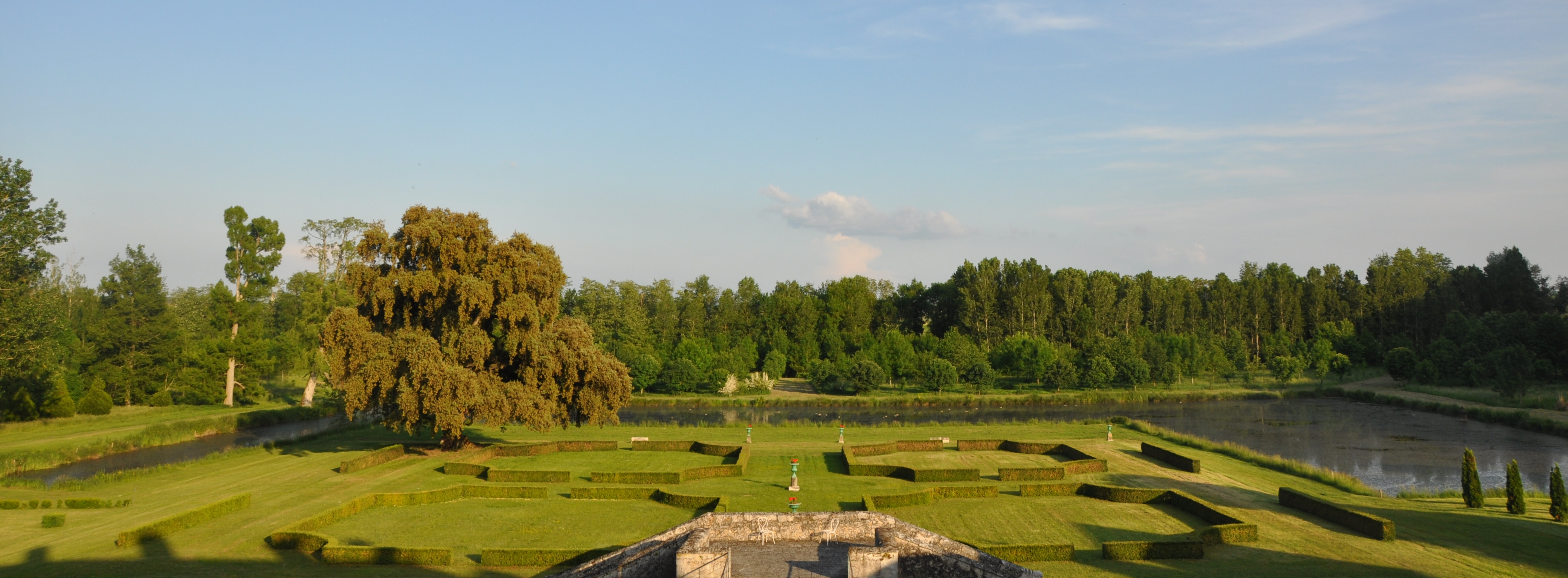
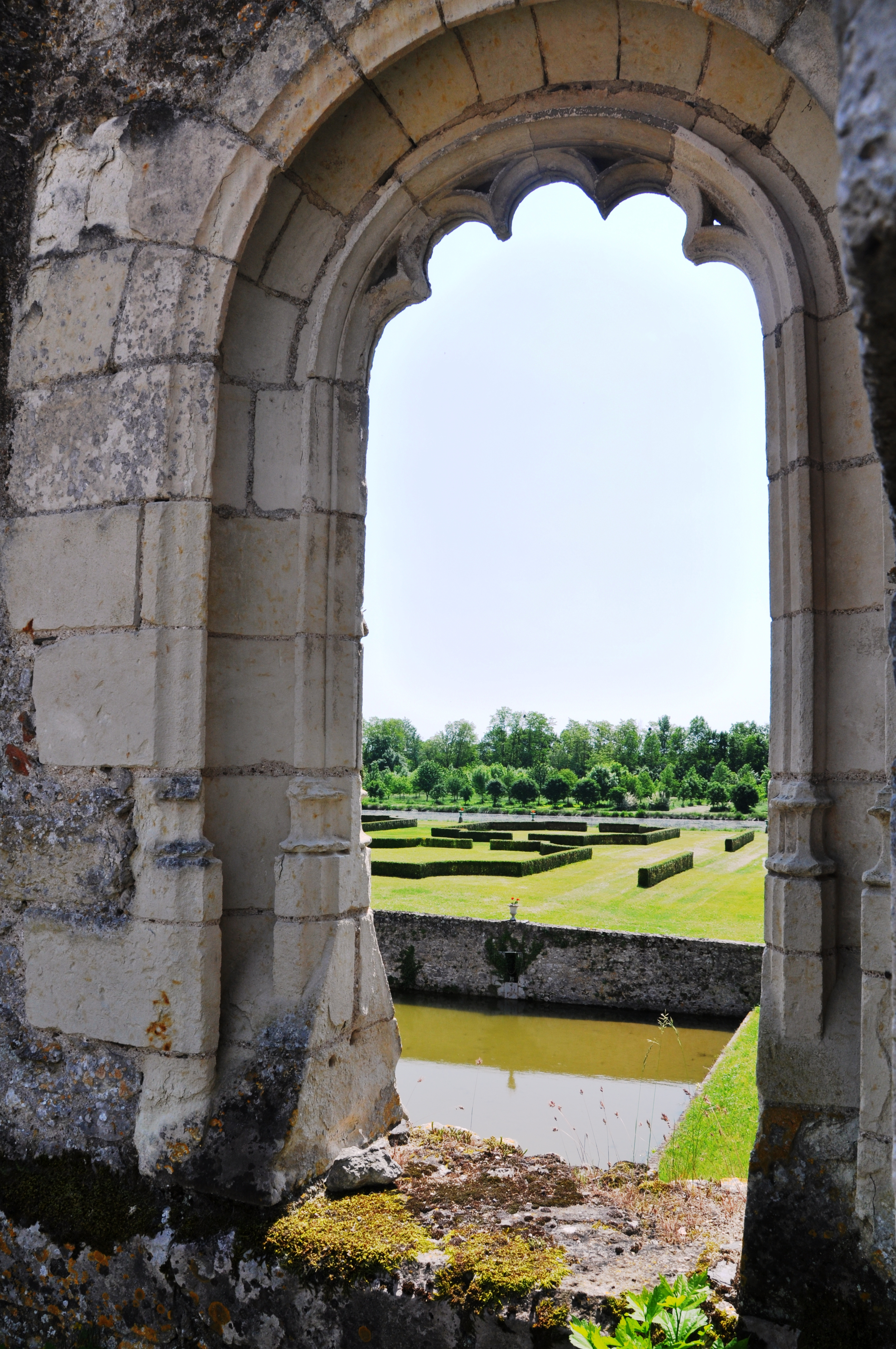
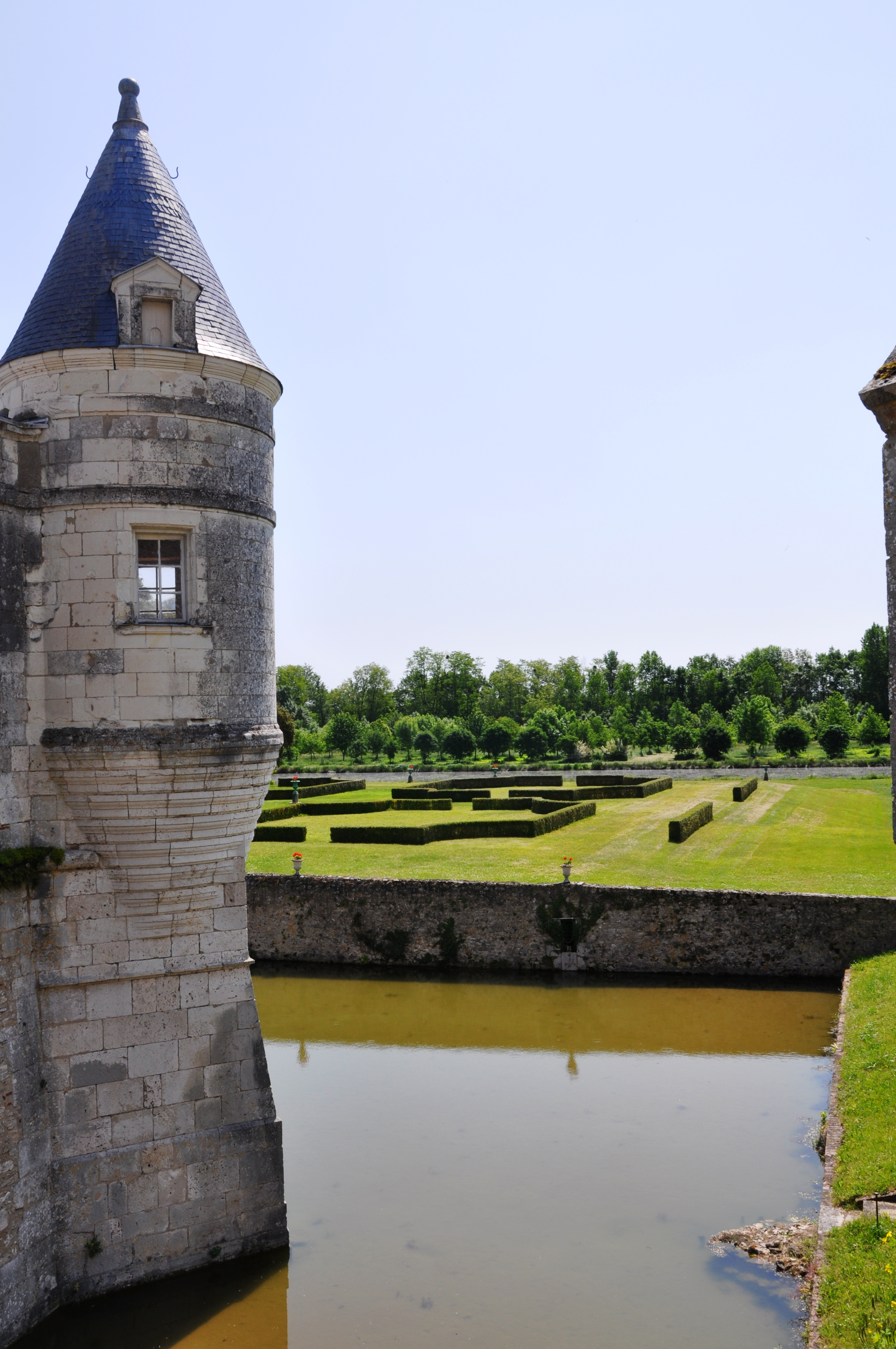
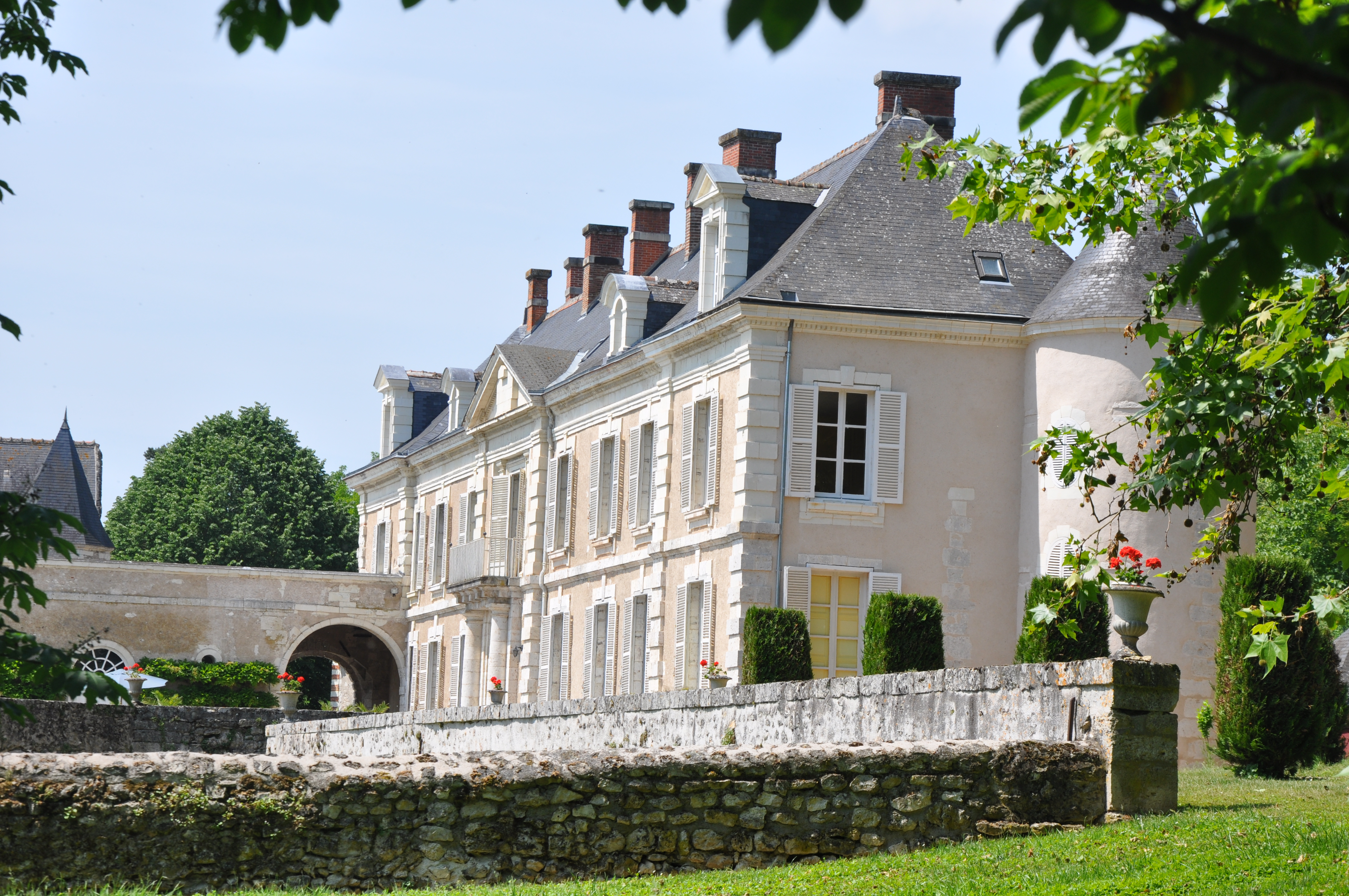
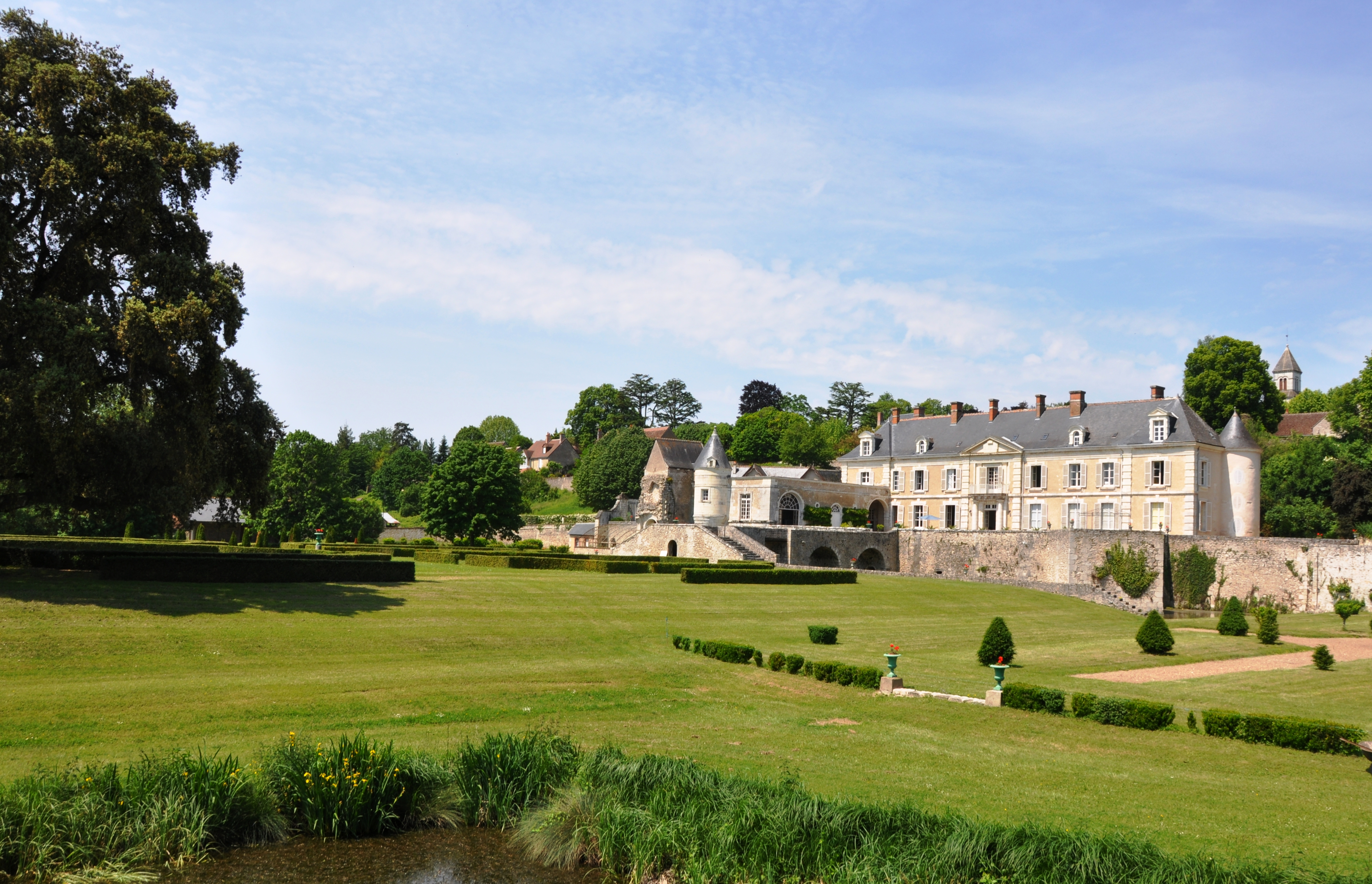
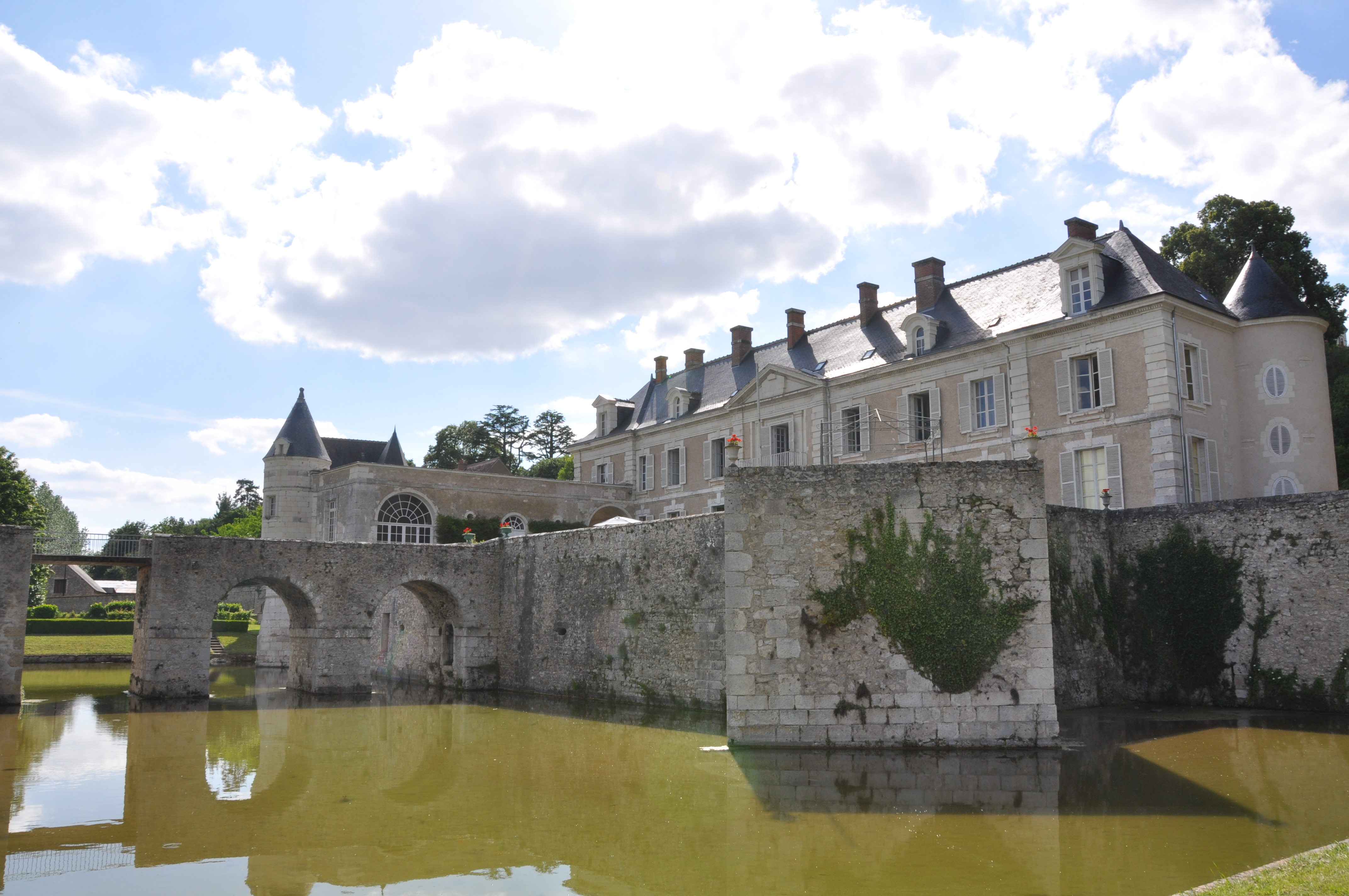